# اصل مصداق
اصل مصداق یا اصل نمونه‌سازی (انگلیسی: Instantiation principle) مفهومی در متافیزیک و منطق است که اولین بار توسط دیوید مالت آرمسترانگ مطرح شد، و در آن هیچ ویژگی بی‌نمونه یا بی‌مثالی (کلیات) وجود ندارد. به عبارت دیگر، محال است که خاصیتی وجود داشته باشد که شیء آن را نداشته باشد.
یک صندلی را در نظر بگیرید. احتمالاً صندلی در ۱۵۰۰۰۰ سال پیش وجود نداشته‌است؛ بنابراین، بر اساس اصل مصداق، خاصیت صندلی بودن در ۱۵۰۰۰۰ سال پیش نیز وجود نداشته‌است. به همین ترتیب، اگر همه اشیاء قرمز ناگهان از بین بروند، خاصیت قرمز بودن نیز به همین ترتیب از بین می‌رود.
برای این‌که اصل در پرتو این مثال‌ها قابل قبول‌تر باشد، وجود خواص یا کلیات به وجود واقعی آن‌ها در حال حاضر وابسته نیست، بلکه به وجود آن‌ها در فضا-زمان به‌عنوان یک کل وابسته است. بنابراین، هر خاصیتی که مصداق باشد، بوده یا خواهد بود وجود خواهد داشت. خاصیت قرمز بودن حتی اگر همه چیزهای قرمز از بین بروند وجود خواهد داشت، زیرا این خاصیت نمونه‌شده‌است. این دامنه ویژگی‌هایی را که در صورت درست بودن اصل وجود دارد، گسترش می‌دهد.
کسانی که اصل مصداق را تأیید می‌کنند، در «واقع گرایان درونی» شناخته می‌شوند.
مشکلات برای اصل مصداق از وجود حقایقی در مورد نامشخص، برای مثال در مورد بی‌نهایت‌های بالاتر، یا در مورد سایه نامشخص آبی (در صورت وجود چنین سایه‌ای) ناشی می‌شود. به نظر می‌رسد که آن حقایق در مورد چیزی هستند، اما اگر به نوعی وجود نداشته باشند ، صدق‌ساز آن‌ها چه می‌تواند باشد؟